# Zawada (gmina Turawa)
Zawada (dodatkowa nazwa w j. niem. Sowade) – wieś położona w województwie opolskim, w powiecie opolskim, w gminie Turawa. Zawada leży nad Chrząstawą (w górnym biegu zwana Cenatawką i Jemielnicą), przy drodze krajowej nr 45.
Znajduje się tutaj kościół parafialny pod wezwaniem św. Floriana. Kościół zbudowano w latach 1982–1994, a parafię utworzono w 1985 roku poprzez wyodrębnienie wsi Zawada z parafii Luboszyce.
Funkcjonuje tu ujęcie wody, przepompownia oraz stacja uzdatniania wody zakładu Wodociągów i Kanalizacji w Opolu.
W Zawadzie znajduje się także zespół kortów tenisowych.
W okresie hitlerowskiego reżimu w latach 1936–1945 miejscowość nosiła nazwę Hinterwasser.